# Martha Chase
Pour les articles homonymes, voir Chase.
Martha Chase est une biochimiste et généticienne américaine née le 30 novembre 1927 à Cleveland Heights, dans l'Ohio, et morte le 8 août 2003 à Lorain, dans ce même État. Son nom reste associé aux expériences de Hershey et Chase, menées en 1952 avec Alfred Hershey, qui ont confirmé que l'ADN constitue le support de l'hérédité.

## Biographie
En 1950, Martha Chase obtient un baccalauréat universitaire (bachelor's degree) du College of Wooster (en), dans l'Ohio, et entre au laboratoire de Cold Spring Harbor comme assistante de recherche. Elle y reste pendant trois ans. C'est durant cette période qu'elle développe, avec Alfred Hershey, les expériences de Hershey et Chase, qui viennent confirmer les travaux de chercheurs antérieurs concernant le support de l'hérédité, confirmant qu'il s'agit de l'ADN et non des protéines.
Après son départ de Cold Spring Harbor, en 1953, Chase travaille d'abord au laboratoire national d'Oak Ridge, puis à l'université de Rochester. Elle décroche son doctorat à l'université de Californie du Sud en 1964. Sa carrière professionnelle connaît un terme prématuré dans la seconde moitié des années 1960, et elle souffre par la suite de crises de démence. Une pneumonie l'emporte en 2003, à l'âge de 75 ans.

## Publications
- (en) A. D. Hershey et Martha Chase, « Independent Functions of Viral Protein and Nucleic Acid in Growth of Bacteriophage », The Journal of General Physiology, vol. 36, no 1,‎ 20 septembre 1952, p. 39-56 (ISSN 0022-1295, lire en ligne)